# 9825 Oetken
9825 Oetken este un asteroid din centura principală de asteroizi.

## Descriere
9825 Oetken este un asteroid din centura principală de asteroizi. A fost descoperit pe 17 octombrie 1977 la Observatorul Palomar de Cornelis Johannes van Houten, Ingrid van Houten-Groeneveld și Tom Gehrels. Asteroidul prezintă o orbită caracterizată de o semiaxă mare de 3,00 ua, o excentricitate de 0,09 și o înclinație de 9,1° în raport cu ecliptica.